# I. e. 6. évezred
| Évezredek i.e. | 10. | 9. | 8. | 7. | 6. | 5. | 4. | 3. | 2. | 1. | Időszámítás kezdete | 1. | 2. | 3. | 4. | 5. | 6. | 7. | 8. | 9. | 10. | Évezredek i.sz. |

## Események
- A rizs nemesítése Ázsiában.
- A Nílus völgyében kialakul a mezőgazdasági kultúra.
- A földművelés elterjedése Közép-Európában.
- i. e. 5600 körül: A Fekete-tengert elönti a Földközi-tenger sós vize.
- i. e. 5509. szeptember 1.: A világ teremtésének napja (a Bizánci Birodalom szerint), a bizánci naptár kezdő napja.
- i. e. 5500 körül: A dél-ázsiai Mehrgarhnál a fazekasság kialakulása.
- i. e. 5500 körül: A letelepült életmódra és a mezőgazdaság megjelenésére utaló első jelek Nyugat-Magyarországon. A vonaldíszes kerámia kultúrájához tartozó leletek a Zala vármegyei Szentgyörgyvölgy és a Vas vármegyei Torony községekből.
- i. e. 5500 körül: A letelepült életmódra és a mezőgazdaság megjelenésére utaló első jelek az északkelet-magyarországi középhegység vidékén: sajószentpéteri bödönkút.
- i. e. 5500 körül: Az erdélyi tatárlakai agyagtáblák
- i. e. 5500–5200  A vonaldíszes kerámia kultúrájához tartozó telep az északkelet-magyarországi Füzesabony-Gubakúton.
- i. e. 5400 körül: Mezopotámiában az öntözés kialakulása.
- i. e. 5100 körül: Dél-Mezopotámiában templomok építése.
- i. e. 6. évezred vége: A mai Szombathely környékén tovább terjednek a vonaldíszes kerámia kultúrájára jellemző hosszú házak. A Szombathely melletti mai Sé község határában körárokkal védett földvár és település.

## Találmányok, felfedezések
- A szarvasmarha háziasítása Európában és a Közel-Keleten.
- Az eke feltalálása.
- A vonaldíszes kerámia kultúrájához tartozó cölöpszerkezetes hosszú házak megjelenése a mai Magyarország területén.
- Az első, árokkal körülzárt települések megjelenése a vonaldíszes kerámia kultúrájaterületén.